# The Mindsweep
The Mindsweep – czwarty album studyjny brytyjskiego zespołu Enter Shikari, wydany 14 stycznia 2015 roku. Został nagrany w roku 2014 przy udziale producenta Dana Wellera. The Mindsweep został oficjalnie zapowiedziany 8 października 2014. Wydanie deluxe zawiera płyty DVD z czterema koncertami, w tym m.in. z koncertem zespołu na Przystanku Woodstock w 2013 roku.

## Lista utworów
1. "The Appeal & the Mindsweep I" - 4:50
2. "The One True Colour" - 3:53
3. "Anaesthetist" - 2:55
4. "The Last Garrison" - 3:42
5. "Never Let Go of the Microscope" - 4:02
6. "Myopia" - 4:10
7. "Torn Apart" - 3:54
8. "Interlude" - 0:56
9. "The Bank of England" - 3:23
10. "There's a Price on Your Head" - 2:49
11. "Dear Future Historians..." - 6:28
12. "The Appeal & the Mindsweep II" - 3:40

iTunes
1. "Slipshod" - 2:12

Wydanie japońskie
1. "Slipshod" - 2:12
2. "The Paddington Frisk" - 1:16
3. "Rat Race" - 3:17
4. "Radiate" - 4:32